# Осовский сельсовет (Могилёвская область)
О́совский сельсовет (бел. Во́саўскі  сельсавет) — упразднённая административно-территориальная единица Бобруйского района Могилёвской области Белоруссии. Сельсовет был расформирован в 2013 году.

## Географическое положение
Был расположен в 25 км на запад от Бобруйска. Расстояние от центра сельсовета до районного центра — 25 км. От железнодорожной станции Ясень, Осиповичского района — 7 км. Расстояние от областного центра — Могилёва — 127 км. По территории сельсовета проходил магистральный газопровод и железная дорога Бобруйск-Минск, протекала река Волчанка.
Осовский сельсовет граничил с Горбацевичским, Сычковским сельсоветами, Глушанским поселковым Советом и Осиповичским районом.

## История
Осовский сельский Совет с центром в д. Осово был образован в 1918 году.
Названия:
- Осовский сельский Совет депутатов трудящихся
- с 7 октября 1977 — Осовский сельский Совет народных депутатов
- с 15 марта 1994 — Осовский сельский Совет депутатов[2].

Административная подчинённость:
- в Бобруйском районе[2].

В 2012 году на территории сельсовета была упразднена деревня Еленовка.
Упразднён 20 ноября 2013 года; населённые пункты переданы в Глушанский и Горбацевичский сельсоветы.

## Состав
Включал 19 населённых пунктов:
- Банёвка — деревня[К 1].
- Барановичи 1 — деревня[К 1].
- Барановичи 3 — деревня[К 1].
- Бобовье — деревня[К 1].
- Борки — деревня[К 2].
- Викторовка — деревня[К 3].
- Глуша — деревня[К 2].
- Дойничево — деревня[К 2].
- Забудьки — деревня[К 2].
- Заречье — деревня[К 1].
- Михайловщина — деревня[К 1].
- Новоселки — деревня[К 2].
- Осово — деревня[К 1].
- Покровка — деревня[К 2].
- Прогресс — деревня[К 1].
- Слобода — деревня[К 2].
- Старинки — деревня[К 1].
- Ясень-Каменка — деревня[К 1].

## Население
- 1999 год — 1597 человек
- 2010 год — 1037 человек
- 2012 год — 1081 человек, 458 домашних хозяйств

## Производственная сфера
ОАО «Агрокомбинат „Бобруйский“» (отделение «Осово» и отделение «Дойничево»), четыре фермерских хозяйства: КФХ «Гайшун», КФХ «Занкевич», КФХ «Пискун», КФХ «Птичья ферма».

## Социально-культурная сфера
Осовский учебно-педагогический комплекс «Детский сад — базовая школа», Осовская амбулатория врача общей практики, Дойничевский фельдшерско-акушерский пункт, Осовский СДК и Дойничевский сельский клуб-библиотека, сельская библиотека в д. Осово, почтовые отделения в д. Осово и д. Дойничево.

## Комментарии
1. 1 2 3 4 5 6 7 8 9 10  С 20.11.2013 — в составе Горбацевичского сельсовета[4].
2. 1 2 3 4 5 6 7  С 20.11.2013 — в составе Глушанского сельсовета[4].
3. ↑  Упразднена 23.12.2011[3].